# 蟲籠的卡伽斯特爾
《蟲籠的卡伽斯特爾》是日本漫畫家橋本花鳥創作的日本漫畫作品。2005年9月14日於作者個人網站「チキンの魂」以橋本チキン為筆名進行創作，2013年4月26日完結。2010年作者將同人誌進行加筆修正並且出版。2015年於《月刊COMIC Ryu》（德間書店）2016年1月号進行特別短編的刊載，講述各角色故事的短期集中連載。單行本全7卷（收錄全部上述內容）。
2018年由Netflix宣布改編動畫。

## 劇情簡介
公元2125年，在人類當中誕生了一種名叫『卡伽斯特爾』(Kagasuteru)的神秘疾病，雖然發病率僅為千分之一，但是一旦發病就會失去人格，身體變為巨大的昆蟲而後吞噬人類，並通過和同樣的蟲子進行繁殖來增加數量，在人類計畫打算徹底消滅這些巨大昆蟲之前,世界人口已經只剩原來的三分之一了。
『卡伽斯特爾』事件發生過後三十年，在靠近蟲籠(Mushikago)的沙漠地區，驅逐者(Kujoya)木藤偶然發現被昆蟲襲擊接近死亡邊緣的男人，那位男人在瀕死前留下了一個遺願：要驅逐者木藤帶著他的女兒伊莉找到她的母親譚雅，故事就此展開。

## 登場人物

### 主要人物
木藤（聲：細谷佳正）
驅逐者少年，本作的男主角。
真實姓名為伊萊克（ILECK），住在東邦聯盟商貿城E-05的「馬里奧花園」。三年前，被馬里奧花園的老闆馬里奧幫助，在那裡安頓下來且做著驅逐者的工作。
對他人有不友善和苛刻的個性，但實際上其實很會照顧人，有遵守死者遺願的習慣。
除了與吉恩一起執行驅逐卡伽斯特爾的護送任務外，也常與軍隊一起執行驅逐的護送任務。
木藤出生在距離遙遠的遠東地區，自從有意識之後，就和他的養父拉薩路學習著如何成為驅逐者的知識，以及基礎的知識和算數。
遠東地區有著相比他處更多成群的巨大化吃人昆蟲，在艱苦成長的環境中，該地區的驅逐者有著相比其他地區更勝一籌的實力，再加上養父拉撒路的指導，使得僅僅是少年的木藤，成為了各地區驅逐者都難以相比的頂尖人物。但是因為拉薩路開始蟲化而逼不得已必須親手殺害自己的養父，而正因如此，實力堅強的遠東驅逐者時常搶了其他驅逐者的飯碗，惹來了許多驅逐者的妒忌，更在有些時候，傳出了許多令人不安的謠言。
12歲那年，一個事件使的他離開遠東，把他帶到今日。
伊莉（聲：花澤香菜）

### 其他人物
馬里奧（聲：森川智之）
卡西姆（聲：諏訪部順一）
阿赫特（聲：花江夏樹）
法蘭茲・奇里奧（聲：櫻井孝宏）
塔妮亞（聲：花澤香菜）
格里菲斯（聲：浪川大輔）

## 出版書籍
| 卷數 | 德間書店      | 德間書店               | 德間書店 |
| 卷數 | 發售日期      | ISBN                   |          |
| ---- | ------------- | ---------------------- | -------- |
| 1    | 2016年1月13日 | ISBN 978-4-19-950487-7 |          |
| 2    | 2016年1月13日 | ISBN 978-4-19-950488-4 |          |
| 3    | 2016年2月13日 | ISBN 978-4-19-950493-8 |          |
| 4    | 2016年3月12日 | ISBN 978-4-19-950497-6 |          |
| 5    | 2016年4月13日 | ISBN 978-4-19-950501-0 |          |
| 6    | 2016年5月13日 | ISBN 978-4-19-950511-9 |          |
| 7    | 2016年6月13日 | ISBN 978-4-19-950515-7 |          |

## 外部連結
- チキンの魂・虫籠のカガステル，存于（日語）
- 月刊COMICリュウ・公式サイト・虫籠のカガステル紹介ページ （页面存档备份，存于）（日語）
- Netflixオリジナルアニメ「虫籠のカガステル」【公式】 （页面存档备份，存于）（日語）